# Colletes moricei
Colletes moricei là một loài Hymenoptera trong họ Colletidae. Loài này được Saunders mô tả khoa học năm 1904.